# William Blackstone
William Blackstone (Cidade de Londres, 10 de julho de 1723 – Wallingford, 14 de fevereiro de 1780) foi um jurista britânico conhecido por ter escrito os “Comentários sobre as Leis de Inglaterra”, 1765-1769, a primeira grande obra da jurisprudência inglesa desde “Institutes”, 1628-1644, de Sir Edward Coke. Blackstone foi o alvo do primeiro livro de Bentham, “A Fragment on Government”, 1776, no qual foi criticado pelo seu uso eclético de ideias modernas sobre o direito natural e pela sua aceitação, muitas vezes acrítica e conservadora, dos princípios e práticas da lei inglesa.

## Vida e Obra
Nascido numa família de classe média de Londres, Blackstone foi educado na Charterhouse School antes de se matricular na Pembroke College de Oxford em 1738. Depois de obter o bacharelato em Direito Civil, foi chamado à barra de Middle Temple, em 1746, como advogado. Envolve-se na administração universitária, tornando-se Tesoureiro Sénior em 1750. Blackstone foi responsável pelo acabamento da Biblioteca Codrington e Construção Warton, e simplificou o complexo sistema de contabilidade utilizado pelo Colégio de Oxford.

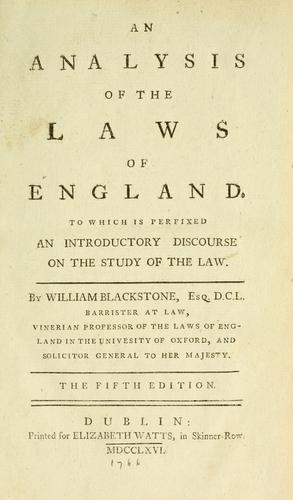
An Analysis of the Laws of England, o primeiro tratado legal de Blackstone, publicado durante este período.

Desiste formalmente da advocacia em 3 de Julho de 1753, passando a dar palestras sobre Direito Inglês. Em 1756 publica “Uma Análise das Leis de Inglaterra”, com enorme êxito. Em 20 de Outubro de 1758 Blackstone foi confirmado como o primeiro Professor Vineriano da Lei Inglesa. Publica um tratado “Um Discurso sobre o Estudo do Direito”, também com muito sucesso. Este sucesso leva-o a regressar à barra do tribunal, e garante a sua eleição como membro Tory do Parlamento, pelo bairro de Hindon, em 1761. Em 1766 publica o primeiro volume da sua obra magna “Comentários sobre as Leis de Inglaterra". Depois de várias tentativas acabou por ser nomeado como Juiz do Tribunal de Bench em 1770, onde permaneceu até à morte, em 1780.
O Legado de Blackstone traduz-se na sua visão do Direito Inglês, cujo tratado de quatro volumes foi reeditado várias vezes, 1770, 1773, 1774, 1775, 1778 e 1783, sendo esta já uma edição póstuma. Reimpressões da primeira edição, destinadas para uso prático, foram publicadas até à década de 1870 na Inglaterra e País de Gales. Uma versão de trabalho por Henry John Stephen, publicada pela primeira vez em 1841, tem sido reeditada, mesmo depois da Segunda Guerra Mundial.

## Publicações
- Elements of Architecture (1743)
- An Abridgement of Architecture (1743)
- The Pantheon: A Vision (1747)
- An Analysis of the Laws of England (1756)
- A Discourse on the Study of the Law (1758)
- The Great Charter and the Charter of the Forest, with other authentic Instruments (1759)
- A Treatise on the Law of Descents in Fee Simple (1759)
- Commentaries on the Laws of England (1765-1769)
- Reports in K.B. and C.P., from 1746 to 1779 (1781)